# 仁多郡

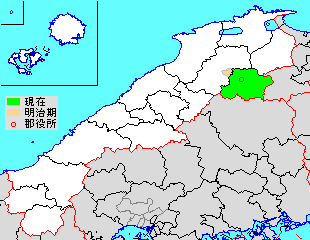
島根県仁多郡の位置（緑：奥出雲町 薄黄：後に他郡に編入された区域）

- 令制国一覧 > 山陰道 > 出雲国 > 仁多郡
- 日本 > 中国地方 > 島根県 > 仁多郡

仁多郡（にたぐん）は、島根県（出雲国）の郡。
人口10,637人、面積368.01km²、人口密度28.9人/km²。（2025年3月1日、推計人口）
以下の1町を含む。
- 奥出雲町（おくいずもちょう）

## 郡域
1879年（明治12年）に行政区画として発足した当時の郡域は、下記の区域にあたる。
- 奥出雲町の大部分（八川字三井野を除く[注釈 1]）
- 雲南市の一部（木次町湯村・木次町平田・木次町北原）

該当区域の面積は386.63k㎡、15,005人（2010年国勢調査確定値）。

## 歴史

### 古代
律令制の施行により制定されたと考えられる。『出雲国風土記』では、｢湿った小さな土地｣という意味の「爾多志枳（にたしき）小国（をぐに）」と呼ばれたところから名付けられたと言われている。また、｢にた｣の「丹（に）」がこの地方特有の赤土を意味するとの説もある。郡家は三處郷にあった。

#### 郷里
天平5年（733年）2月30日に成立したとされる『出雲国風土記』には4つの郷の内に12の里があったと記され、以下の郷の記載がある。
- 三處鄕 – 現在の奥出雲町上三所、三所、郡、高田、亀嵩、安来市広瀬町西比田辺り
- 布勢鄕 – 現在の奥出雲町八代、佐白、馬馳、雲南市木次町北原辺り
- 三澤鄕 – 現在の奥出雲町鴨倉、三沢、三成、河内、高尾、大谷、上阿井、下阿井、大馬木、小馬木、雲南市木次町湯村、平田辺り
- 橫田鄕 – 現在の奥出雲町横田、大呂、中村、竹崎、稲原、下横田、八川辺り

#### 式内社
『延喜式』神名帳に記される郡内の式内社。
| 神名帳             | 神名帳     | 神名帳 | 神名帳 | 比定社       | 比定社                      | 比定社 | 集成 |
| 社名               | 読み       | 格     | 付記   | 社名         | 所在地                      | 備考   | 集成 |
| ------------------ | ---------- | ------ | ------ | ------------ | --------------------------- | ------ | ---- |
| 仁多郡 2座（並小） |            |        |        |              |                             |        |      |
| 伊我多気神社       | イカタケノ | 小     |        | 伊賀多気神社 | 島根県仁多郡奥出雲町横田128 |        |      |
| 三沢神社           | ミサハノ   | 小     |        | 三沢神社     | 島根県仁多郡奥出雲町三沢402 |        |      |
| 凡例を表示         |            |        |        |              |                             |        |      |

### 近世以降の沿革
- 明治初年時点で、全域が出雲松江藩領であった。「旧高旧領取調帳データベース」に記載されている明治初年時点での村は以下の通り[注釈 3][注釈 4]。（4町67村）

上阿井村、下阿井村、小白村、久月村、高尾村、小馬木村、大谷村、下三成村、馬馳村、中村、八代村、佐白村、上布施村、前布施村、下布施村、矢谷村、広瀬村、湯野原村、里田村、神畑村、上三成村、加食村、石原村、角木村、乙多田村、下三所村、大馬木村、八川村、下横田村、原口村、竹崎村、馬場村、横田村、稲田村、大曲村、角村、大呂村、樋口村、五反田村、下鴨倉村、鞍掛村、原田村、四日市町、河内村、大吉村、乙社村、堅田村、湯村、槻屋村、平田村、尾原村、北原村、石村、上鴨倉村、林原村、上三所村、郡村、琴枕村、簾村、高田村、高柴村、西湯野村、梅木原村、大内原村、久比須村、中湯野村、塩原村、蔵屋村、亀嵩町、三沢町、三成町
- 明治4年
  - 7月14日（1871年8月29日） - 廃藩置県により松江県の管轄となる。
  - 11月15日（1871年12月26日） - 第1次府県統合により島根県の管轄となる。
- 明治8年（1875年）9月5日[2]（3町28村）
  - 下三成村・矢谷村・広瀬村・湯野原村・神畑村・上三成村が合併して三成村となる。
  - 里田村・石原村・角木村・乙多田村・下三所村が合併して三所村となる。
  - 原口村・稲田村が合併して稲原村となる。
  - 下鴨倉村・上鴨倉村が合併して鴨倉村となる。
  - 鞍掛村・原田村・堅田村・林原村が合併して三沢村となる。
  - 西湯野村・梅木原村・久比須村・中湯野村が合併して亀嵩村となる。
  - 小白村・久月村が高尾村に、上布施村・前布施村が佐白村に、下布施村が北原村に、加食村・大曲村・角村が横田村に、馬場村・樋口村・五反田村・蔵屋村が中村に、四日市町・大吉村・乙社村が河内村に、槻屋村が湯村に、尾原村・石村が平田村に、琴枕村が高田村に、簾村・高柴村・大内原村・塩原村が郡村にそれぞれ合併。
- 明治12年（1879年）1月12日 - 郡区町村編制法の島根県での施行により行政区画としての仁多郡が発足。郡役所が三成村に設置。

### 町村制以降の沿革

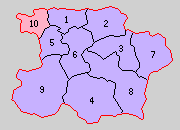
1.布勢村 2.亀嵩村 3.横田村 4.馬木村 5.三沢村 6.三成村 7.鳥上村 8.八川村 9.阿井村 10.温泉村（赤：雲南市 紫：奥出雲町）

- 明治22年（1889年）4月1日 - 町村制の施行により、下記の各村が発足。特記以外は全域が現・奥出雲町。（10村）
  - 布勢村 ← 佐白村、八代村、馬馳村、上三所村
  - 亀嵩村 ← 亀嵩町、亀嵩村、郡村、高田村
  - 横田村 ← 横田町[注釈 12]、横田村、中村、稲原村
  - 馬木村 ← 大馬木村、小馬木村
  - 三沢村 ← 三沢町、三沢村、河内村、鴨倉村
  - 三成村 ← 三成町、三成村、三所村、高尾村
  - 鳥上村 ← 大呂村、竹崎村
  - 八川村 ← 下横田村、大谷村、八川村
  - 阿井村 ← 上阿井町[注釈 12]、上阿井村、下阿井村
  - 温泉村 ← 湯村、平田村、北原村（現・雲南市）
- 明治29年（1896年）8月1日 - 郡制を施行。
- 大正12年（1923年）4月1日 - 郡会が廃止。郡役所は存続。
- 大正15年（1926年）7月1日 - 郡役所が廃止。以降は地域区分名称となる。
- 昭和16年（1941年）7月1日（2町8村）
  - 三成村が町制施行して三成町となる。
  - 横田村が町制施行して横田町（第1次）となる。
- 昭和28年（1953年）12月1日 - 八川村が広島県比婆郡八鉾村の一部（油木字三井野の一部）を編入（越境合併）。
- 昭和30年（1955年）
  - 3月3日 - 温泉村が大原郡木次町・日登村と合併して大原郡雲南木次町が発足し、郡より離脱。（2町7村）
  - 4月15日 - 布勢村・三成町・亀嵩村・阿井村・三沢村が合併して仁多町が発足。（2町3村）
- 昭和32年（1957年）9月20日 - 鳥上村・横田町・八川村・馬木村が合併して斐上町が発足。（2町）
- 昭和33年（1958年）11月1日 - 斐上町が改称して横田町（第2次）となる。
- 平成17年（2005年）3月31日 - 仁多町・横田町が合併して奥出雲町が発足。（1町）

### 変遷表
| 明治以前                  | 明治8年9月5日             | 明治22年 4月1日 町村制施行 | 明治22年 - 昭和20年                      | 昭和21年 - 昭和30年                    | 昭和31年 - 昭和64年        | 昭和31年 - 昭和64年         | 平成元年 - 現在              | 現在     |
| ------------------------- | ------------------------- | -------------------------- | ---------------------------------------- | -------------------------------------- | -------------------------- | --------------------------- | ---------------------------- | -------- |
| 湯村                      | 湯村                      | 温泉村                     | 温泉村                                   | 昭和30年3月3日 大原郡 雲南木次町の一部 | 昭和32年5月3日 改称 木次町 | 昭和32年5月3日 改称 木次町  | 平成16年11月1日 雲南市の一部 | 雲南市   |
| 槻屋村                    | 湯村                      | 温泉村                     | 温泉村                                   | 昭和30年3月3日 大原郡 雲南木次町の一部 | 昭和32年5月3日 改称 木次町 | 昭和32年5月3日 改称 木次町  | 平成16年11月1日 雲南市の一部 | 雲南市   |
| 平田村                    | 平田村                    | 温泉村                     | 温泉村                                   | 昭和30年3月3日 大原郡 雲南木次町の一部 | 昭和32年5月3日 改称 木次町 | 昭和32年5月3日 改称 木次町  | 平成16年11月1日 雲南市の一部 | 雲南市   |
| 尾原村                    | 平田村                    | 温泉村                     | 温泉村                                   | 昭和30年3月3日 大原郡 雲南木次町の一部 | 昭和32年5月3日 改称 木次町 | 昭和32年5月3日 改称 木次町  | 平成16年11月1日 雲南市の一部 | 雲南市   |
| 石村                      | 平田村                    | 温泉村                     | 温泉村                                   | 昭和30年3月3日 大原郡 雲南木次町の一部 | 昭和32年5月3日 改称 木次町 | 昭和32年5月3日 改称 木次町  | 平成16年11月1日 雲南市の一部 | 雲南市   |
| 北原村                    | 北原村                    | 温泉村                     | 温泉村                                   | 昭和30年3月3日 大原郡 雲南木次町の一部 | 昭和32年5月3日 改称 木次町 | 昭和32年5月3日 改称 木次町  | 平成16年11月1日 雲南市の一部 | 雲南市   |
| 下布施村                  | 北原村                    | 温泉村                     | 温泉村                                   | 昭和30年3月3日 大原郡 雲南木次町の一部 | 昭和32年5月3日 改称 木次町 | 昭和32年5月3日 改称 木次町  | 平成16年11月1日 雲南市の一部 | 雲南市   |
| 三成町                    | 三成町                    | 三成村                     | 昭和16年7月1日 町制 三成町               | 昭和30年4月15日 仁多町                 | 仁多町                     | 仁多町                      | 平成17年3月31日 奥出雲町     | 奥出雲町 |
| 下三成村                  | 三成村                    | 三成村                     | 昭和16年7月1日 町制 三成町               | 昭和30年4月15日 仁多町                 | 仁多町                     | 仁多町                      | 平成17年3月31日 奥出雲町     | 奥出雲町 |
| 矢谷村                    | 三成村                    | 三成村                     | 昭和16年7月1日 町制 三成町               | 昭和30年4月15日 仁多町                 | 仁多町                     | 仁多町                      | 平成17年3月31日 奥出雲町     | 奥出雲町 |
| 広瀬村                    | 三成村                    | 三成村                     | 昭和16年7月1日 町制 三成町               | 昭和30年4月15日 仁多町                 | 仁多町                     | 仁多町                      | 平成17年3月31日 奥出雲町     | 奥出雲町 |
| 湯野原村                  | 三成村                    | 三成村                     | 昭和16年7月1日 町制 三成町               | 昭和30年4月15日 仁多町                 | 仁多町                     | 仁多町                      | 平成17年3月31日 奥出雲町     | 奥出雲町 |
| 神畑村                    | 三成村                    | 三成村                     | 昭和16年7月1日 町制 三成町               | 昭和30年4月15日 仁多町                 | 仁多町                     | 仁多町                      | 平成17年3月31日 奥出雲町     | 奥出雲町 |
| 上三成村                  | 三成村                    | 三成村                     | 昭和16年7月1日 町制 三成町               | 昭和30年4月15日 仁多町                 | 仁多町                     | 仁多町                      | 平成17年3月31日 奥出雲町     | 奥出雲町 |
| 里田村                    | 三所村                    | 三成村                     | 昭和16年7月1日 町制 三成町               | 昭和30年4月15日 仁多町                 | 仁多町                     | 仁多町                      | 平成17年3月31日 奥出雲町     | 奥出雲町 |
| 石原村                    | 三所村                    | 三成村                     | 昭和16年7月1日 町制 三成町               | 昭和30年4月15日 仁多町                 | 仁多町                     | 仁多町                      | 平成17年3月31日 奥出雲町     | 奥出雲町 |
| 角木村                    | 三所村                    | 三成村                     | 昭和16年7月1日 町制 三成町               | 昭和30年4月15日 仁多町                 | 仁多町                     | 仁多町                      | 平成17年3月31日 奥出雲町     | 奥出雲町 |
| 乙多田村                  | 三所村                    | 三成村                     | 昭和16年7月1日 町制 三成町               | 昭和30年4月15日 仁多町                 | 仁多町                     | 仁多町                      | 平成17年3月31日 奥出雲町     | 奥出雲町 |
| 下三所村                  | 三所村                    | 三成村                     | 昭和16年7月1日 町制 三成町               | 昭和30年4月15日 仁多町                 | 仁多町                     | 仁多町                      | 平成17年3月31日 奥出雲町     | 奥出雲町 |
| 高尾村                    | 高尾村                    | 三成村                     | 昭和16年7月1日 町制 三成町               | 昭和30年4月15日 仁多町                 | 仁多町                     | 仁多町                      | 平成17年3月31日 奥出雲町     | 奥出雲町 |
| 小白村                    | 高尾村                    | 三成村                     | 昭和16年7月1日 町制 三成町               | 昭和30年4月15日 仁多町                 | 仁多町                     | 仁多町                      | 平成17年3月31日 奥出雲町     | 奥出雲町 |
| 久月村                    | 高尾村                    | 三成村                     | 昭和16年7月1日 町制 三成町               | 昭和30年4月15日 仁多町                 | 仁多町                     | 仁多町                      | 平成17年3月31日 奥出雲町     | 奥出雲町 |
| 佐白村                    | 佐白村                    | 布勢村                     | 布勢村                                   | 昭和30年4月15日 仁多町                 | 仁多町                     | 仁多町                      | 平成17年3月31日 奥出雲町     | 奥出雲町 |
| 上布施村                  | 佐白村                    | 布勢村                     | 布勢村                                   | 昭和30年4月15日 仁多町                 | 仁多町                     | 仁多町                      | 平成17年3月31日 奥出雲町     | 奥出雲町 |
| 前布施村                  | 佐白村                    | 布勢村                     | 布勢村                                   | 昭和30年4月15日 仁多町                 | 仁多町                     | 仁多町                      | 平成17年3月31日 奥出雲町     | 奥出雲町 |
| 八代村                    | 八代村                    | 布勢村                     | 布勢村                                   | 昭和30年4月15日 仁多町                 | 仁多町                     | 仁多町                      | 平成17年3月31日 奥出雲町     | 奥出雲町 |
| 馬馳村                    | 馬馳村                    | 布勢村                     | 布勢村                                   | 昭和30年4月15日 仁多町                 | 仁多町                     | 仁多町                      | 平成17年3月31日 奥出雲町     | 奥出雲町 |
| 上三所村                  | 上三所村                  | 布勢村                     | 布勢村                                   | 昭和30年4月15日 仁多町                 | 仁多町                     | 仁多町                      | 平成17年3月31日 奥出雲町     | 奥出雲町 |
| 亀嵩町                    | 亀嵩町                    | 亀嵩村                     | 亀嵩村                                   | 昭和30年4月15日 仁多町                 | 仁多町                     | 仁多町                      | 平成17年3月31日 奥出雲町     | 奥出雲町 |
| 西湯野村                  | 亀嵩村                    | 亀嵩村                     | 亀嵩村                                   | 昭和30年4月15日 仁多町                 | 仁多町                     | 仁多町                      | 平成17年3月31日 奥出雲町     | 奥出雲町 |
| 梅木原村                  | 亀嵩村                    | 亀嵩村                     | 亀嵩村                                   | 昭和30年4月15日 仁多町                 | 仁多町                     | 仁多町                      | 平成17年3月31日 奥出雲町     | 奥出雲町 |
| 久比須村                  | 亀嵩村                    | 亀嵩村                     | 亀嵩村                                   | 昭和30年4月15日 仁多町                 | 仁多町                     | 仁多町                      | 平成17年3月31日 奥出雲町     | 奥出雲町 |
| 中湯野村                  | 亀嵩村                    | 亀嵩村                     | 亀嵩村                                   | 昭和30年4月15日 仁多町                 | 仁多町                     | 仁多町                      | 平成17年3月31日 奥出雲町     | 奥出雲町 |
| 郡村                      | 郡村                      | 亀嵩村                     | 亀嵩村                                   | 昭和30年4月15日 仁多町                 | 仁多町                     | 仁多町                      | 平成17年3月31日 奥出雲町     | 奥出雲町 |
| 簾村                      | 郡村                      | 亀嵩村                     | 亀嵩村                                   | 昭和30年4月15日 仁多町                 | 仁多町                     | 仁多町                      | 平成17年3月31日 奥出雲町     | 奥出雲町 |
| 高柴村                    | 郡村                      | 亀嵩村                     | 亀嵩村                                   | 昭和30年4月15日 仁多町                 | 仁多町                     | 仁多町                      | 平成17年3月31日 奥出雲町     | 奥出雲町 |
| 大内原村                  | 郡村                      | 亀嵩村                     | 亀嵩村                                   | 昭和30年4月15日 仁多町                 | 仁多町                     | 仁多町                      | 平成17年3月31日 奥出雲町     | 奥出雲町 |
| 塩原村                    | 郡村                      | 亀嵩村                     | 亀嵩村                                   | 昭和30年4月15日 仁多町                 | 仁多町                     | 仁多町                      | 平成17年3月31日 奥出雲町     | 奥出雲町 |
| 高田村                    | 高田村                    | 亀嵩村                     | 亀嵩村                                   | 昭和30年4月15日 仁多町                 | 仁多町                     | 仁多町                      | 平成17年3月31日 奥出雲町     | 奥出雲町 |
| 琴枕村                    | 高田村                    | 亀嵩村                     | 亀嵩村                                   | 昭和30年4月15日 仁多町                 | 仁多町                     | 仁多町                      | 平成17年3月31日 奥出雲町     | 奥出雲町 |
| 上阿井町                  | 上阿井町                  | 阿井村                     | 阿井村                                   | 昭和30年4月15日 仁多町                 | 仁多町                     | 仁多町                      | 平成17年3月31日 奥出雲町     | 奥出雲町 |
| 上阿井村                  | 上阿井村                  | 阿井村                     | 阿井村                                   | 昭和30年4月15日 仁多町                 | 仁多町                     | 仁多町                      | 平成17年3月31日 奥出雲町     | 奥出雲町 |
| 下阿井村                  | 下阿井村                  | 阿井村                     | 阿井村                                   | 昭和30年4月15日 仁多町                 | 仁多町                     | 仁多町                      | 平成17年3月31日 奥出雲町     | 奥出雲町 |
| 三沢町                    | 三沢町                    | 三沢村                     | 三沢村                                   | 昭和30年4月15日 仁多町                 | 仁多町                     | 仁多町                      | 平成17年3月31日 奥出雲町     | 奥出雲町 |
| 鞍掛村                    | 三沢村                    | 三沢村                     | 三沢村                                   | 昭和30年4月15日 仁多町                 | 仁多町                     | 仁多町                      | 平成17年3月31日 奥出雲町     | 奥出雲町 |
| 原田村                    | 三沢村                    | 三沢村                     | 三沢村                                   | 昭和30年4月15日 仁多町                 | 仁多町                     | 仁多町                      | 平成17年3月31日 奥出雲町     | 奥出雲町 |
| 堅田村                    | 三沢村                    | 三沢村                     | 三沢村                                   | 昭和30年4月15日 仁多町                 | 仁多町                     | 仁多町                      | 平成17年3月31日 奥出雲町     | 奥出雲町 |
| 林原村                    | 三沢村                    | 三沢村                     | 三沢村                                   | 昭和30年4月15日 仁多町                 | 仁多町                     | 仁多町                      | 平成17年3月31日 奥出雲町     | 奥出雲町 |
| 河内村                    | 河内村                    | 三沢村                     | 三沢村                                   | 昭和30年4月15日 仁多町                 | 仁多町                     | 仁多町                      | 平成17年3月31日 奥出雲町     | 奥出雲町 |
| 四日市町                  | 河内村                    | 三沢村                     | 三沢村                                   | 昭和30年4月15日 仁多町                 | 仁多町                     | 仁多町                      | 平成17年3月31日 奥出雲町     | 奥出雲町 |
| 大吉村                    | 河内村                    | 三沢村                     | 三沢村                                   | 昭和30年4月15日 仁多町                 | 仁多町                     | 仁多町                      | 平成17年3月31日 奥出雲町     | 奥出雲町 |
| 乙社村                    | 河内村                    | 三沢村                     | 三沢村                                   | 昭和30年4月15日 仁多町                 | 仁多町                     | 仁多町                      | 平成17年3月31日 奥出雲町     | 奥出雲町 |
| 下鴨倉村                  | 鴨倉村                    | 三沢村                     | 三沢村                                   | 昭和30年4月15日 仁多町                 | 仁多町                     | 仁多町                      | 平成17年3月31日 奥出雲町     | 奥出雲町 |
| 上鴨倉村                  | 鴨倉村                    | 三沢村                     | 三沢村                                   | 昭和30年4月15日 仁多町                 | 仁多町                     | 仁多町                      | 平成17年3月31日 奥出雲町     | 奥出雲町 |
| 横田町                    | 横田町                    | 横田村                     | 昭和16年7月1日 町制 横田町               | 横田町                                 | 昭和32年9月20日 斐上町     | 昭和33年11月1日 改称 横田町 | 平成17年3月31日 奥出雲町     | 奥出雲町 |
| 横田村                    | 横田村                    | 横田村                     | 昭和16年7月1日 町制 横田町               | 横田町                                 | 昭和32年9月20日 斐上町     | 昭和33年11月1日 改称 横田町 | 平成17年3月31日 奥出雲町     | 奥出雲町 |
| 加食村                    | 横田村                    | 横田村                     | 昭和16年7月1日 町制 横田町               | 横田町                                 | 昭和32年9月20日 斐上町     | 昭和33年11月1日 改称 横田町 | 平成17年3月31日 奥出雲町     | 奥出雲町 |
| 大曲村                    | 横田村                    | 横田村                     | 昭和16年7月1日 町制 横田町               | 横田町                                 | 昭和32年9月20日 斐上町     | 昭和33年11月1日 改称 横田町 | 平成17年3月31日 奥出雲町     | 奥出雲町 |
| 角村                      | 横田村                    | 横田村                     | 昭和16年7月1日 町制 横田町               | 横田町                                 | 昭和32年9月20日 斐上町     | 昭和33年11月1日 改称 横田町 | 平成17年3月31日 奥出雲町     | 奥出雲町 |
| 中村                      | 中村                      | 横田村                     | 昭和16年7月1日 町制 横田町               | 横田町                                 | 昭和32年9月20日 斐上町     | 昭和33年11月1日 改称 横田町 | 平成17年3月31日 奥出雲町     | 奥出雲町 |
| 馬場村                    | 中村                      | 横田村                     | 昭和16年7月1日 町制 横田町               | 横田町                                 | 昭和32年9月20日 斐上町     | 昭和33年11月1日 改称 横田町 | 平成17年3月31日 奥出雲町     | 奥出雲町 |
| 樋口村                    | 中村                      | 横田村                     | 昭和16年7月1日 町制 横田町               | 横田町                                 | 昭和32年9月20日 斐上町     | 昭和33年11月1日 改称 横田町 | 平成17年3月31日 奥出雲町     | 奥出雲町 |
| 五反田村                  | 中村                      | 横田村                     | 昭和16年7月1日 町制 横田町               | 横田町                                 | 昭和32年9月20日 斐上町     | 昭和33年11月1日 改称 横田町 | 平成17年3月31日 奥出雲町     | 奥出雲町 |
| 蔵屋村                    | 中村                      | 横田村                     | 昭和16年7月1日 町制 横田町               | 横田町                                 | 昭和32年9月20日 斐上町     | 昭和33年11月1日 改称 横田町 | 平成17年3月31日 奥出雲町     | 奥出雲町 |
| 原口村                    | 稲原村                    | 横田村                     | 昭和16年7月1日 町制 横田町               | 横田町                                 | 昭和32年9月20日 斐上町     | 昭和33年11月1日 改称 横田町 | 平成17年3月31日 奥出雲町     | 奥出雲町 |
| 稲田村                    | 稲原村                    | 横田村                     | 昭和16年7月1日 町制 横田町               | 横田町                                 | 昭和32年9月20日 斐上町     | 昭和33年11月1日 改称 横田町 | 平成17年3月31日 奥出雲町     | 奥出雲町 |
| 大呂村                    | 大呂村                    | 鳥上村                     | 鳥上村                                   | 鳥上村                                 | 昭和32年9月20日 斐上町     | 昭和33年11月1日 改称 横田町 | 平成17年3月31日 奥出雲町     | 奥出雲町 |
| 竹崎村                    | 竹崎村                    | 鳥上村                     | 鳥上村                                   | 鳥上村                                 | 昭和32年9月20日 斐上町     | 昭和33年11月1日 改称 横田町 | 平成17年3月31日 奥出雲町     | 奥出雲町 |
| 大馬木村                  | 大馬木村                  | 馬木村                     | 馬木村                                   | 馬木村                                 | 昭和32年9月20日 斐上町     | 昭和33年11月1日 改称 横田町 | 平成17年3月31日 奥出雲町     | 奥出雲町 |
| 小馬木村                  | 小馬木村                  | 馬木村                     | 馬木村                                   | 馬木村                                 | 昭和32年9月20日 斐上町     | 昭和33年11月1日 改称 横田町 | 平成17年3月31日 奥出雲町     | 奥出雲町 |
| 下横田村                  | 下横田村                  | 八川村                     | 八川村                                   | 八川村                                 | 昭和32年9月20日 斐上町     | 昭和33年11月1日 改称 横田町 | 平成17年3月31日 奥出雲町     | 奥出雲町 |
| 大谷村                    | 大谷村                    | 八川村                     | 八川村                                   | 八川村                                 | 昭和32年9月20日 斐上町     | 昭和33年11月1日 改称 横田町 | 平成17年3月31日 奥出雲町     | 奥出雲町 |
| 八川村                    | 八川村                    | 八川村                     | 八川村                                   | 八川村                                 | 昭和32年9月20日 斐上町     | 昭和33年11月1日 改称 横田町 | 平成17年3月31日 奥出雲町     | 奥出雲町 |
| 広島県奴可郡 油木村の一部 | 広島県奴可郡 油木村の一部 | 八鉾村 の一部              | 明治31年4月1日 広島県比婆郡 八鉾村の一部 | 昭和28年12月1日 八川村に編入           | 昭和32年9月20日 斐上町     | 昭和33年11月1日 改称 横田町 | 平成17年3月31日 奥出雲町     | 奥出雲町 |

## 行政
歴代郡長
| 代 | 氏名 | 就任年月日                | 退任年月日                | 備考                   |
| -- | ---- | ------------------------- | ------------------------- | ---------------------- |
| 1  |      | 明治12年（1879年）1月12日 |                           |                        |
|    |      |                           | 大正15年（1926年）6月30日 | 郡役所廃止により、廃官 |